# Panik von 1907

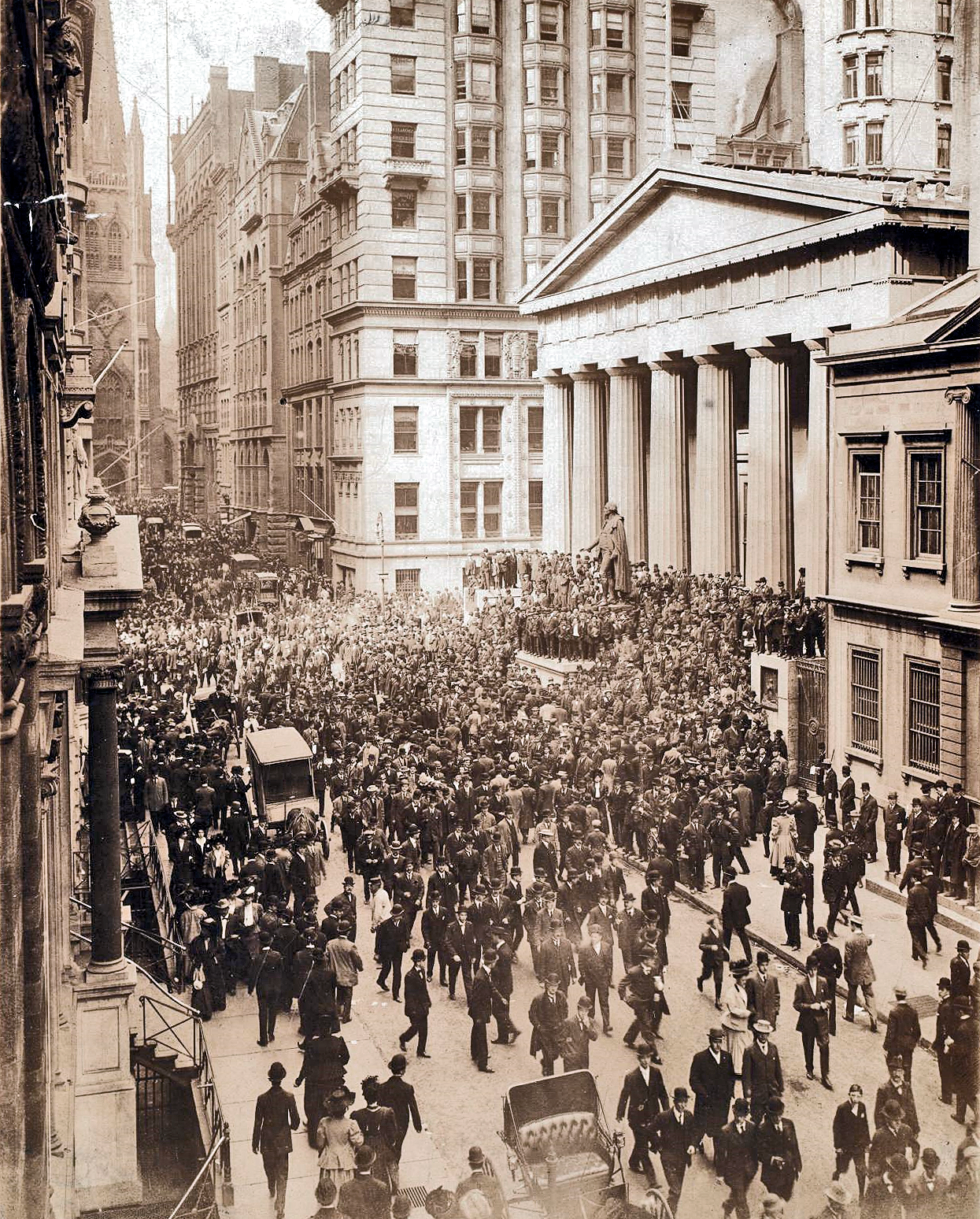
Menschenauflauf an der Wall Street im Oktober 1907

Die Panik von 1907 (engl.: Panic of 1907, auch als 1907 Bankers’ Panic bekannt) war eine Finanzkrise in den USA im Jahr 1907. Die Kurse an der New York Stock Exchange fielen dabei um fast die Hälfte von ihrem Höchststand 1906. Dies löste eine Panik aus, da sich das Land ohnehin in einer Rezession befand, und führte zu zahlreichen Bank Runs. Die Krise breitete sich schnell über das ganze Land aus und hatte den Bankrott zahlreicher kleinerer Banken und Unternehmen zur Folge. Verursacht wurden die Bank Runs durch die geringe Liquidität einer ganzen Reihe von New Yorker Banken und den Vertrauensverlust auf Seiten der Sparer. Einige Anhänger der Österreichischen Schule vertreten auch die Ansicht, die Krise sei auf die vom Finanzministerium in den beiden vorigen Jahren ausgelöste Inflation zurückzuführen.

## Ursachen und Verlauf
Die Finanzkrise wurde im Oktober 1907 durch den gescheiterten Versuch ausgelöst, die Aktien der United Copper Company zu cornern. Die Banken, die diesen Versuch durch die Vergabe von Krediten finanziert und zugleich einen großen Teil ihrer Reserven zu hohen Zinsen bei Banken von J. P. Morgan angelegt hatten, sahen sich nun einem Ansturm von Sparern gegenüber, die ihre Einlagen massenweise abzogen. Der Ansturm weitete sich auf nahestehende Banken aus. Die Banken von J. P. Morgan, der bis 22. August durch geschickte Zinspolitik und Handel mit Staatspapieren zudem fast vier Fünftel des gesamten US-Bargelds in seinen Besitz gebracht hatte, weigerten sich nun, vor Ende der Panik die Einlagen an andere Banken auszuzahlen. Dies führte am 21. Oktober zum Zusammenbruch der Knickerbocker Trust Company, der drittgrößten Treuhandgesellschaft New Yorks. Deren Zahlungsunfähigkeit wiederum alarmierte Regionalbanken, die ihre Reserven aus J. P. Morgans New Yorker Banken abzuziehen versuchten, was diese ebenfalls verweigerten; und zahlreiche Menschen im ganzen Land begannen bei ihren jeweiligen Regionalbanken ihre Guthaben abzuheben. Zu dieser Zeit gab es in den Vereinigten Staaten noch keine Zentralbank, die dem Markt weitere Liquidität hätte zuführen können, sodass die Panik ohne das Eingreifen des Bankiers Morgan selbst möglicherweise noch wesentlich größere Ausmaße angenommen hätte. Um den Markt zu stützen, brachte Morgan große Summen seines eigenen Vermögens ein und überzeugte andere New Yorker Bankiers, es ihm gleichzutun.
Die scheinbar bereits abgewendete Krise verschärfte sich Anfang November noch einmal, als ein großes New Yorker Brokerhaus massiv Kredite aufnehmen musste. Als Sicherheiten nutzte es Aktien der Tennessee Coal, Iron and Railroad Company (TC&I) und brachte damit den Börsenkurs des Unternehmens unter Druck. Morgan überzeugte den für seinen Kampf gegen Trusts bekannten US-Präsidenten Theodore Roosevelt vom Ernst der Lage und bekam die Genehmigung, die TC&I mit seiner US Steel Corporation in einer Nacht-und-Nebel-Aktion zu übernehmen.
Im US-Senat setzte der Finanzexperte Nelson W. Aldrich eine Kommission namens „National Monetary Commission“ ein, um die Entstehung der Krise zu untersuchen und Verbesserungsvorschläge für das Finanzsystem zu machen. Dies führte schließlich zur Gründung der privatwirtschaftlichen US-Notenbank Federal Reserve im Jahr 1913.

## Wahrnehmung in den Medien
“A few years ago in the news from the United States, a panic was a panic and nothing more; now reasons for and details of crises enable thoughtful persons to differentiate between runs on banks by ignorant foreigners and withdrawals by sober-minded investors.”

„Vor ein paar Jahren war in den Nachrichten aus den Vereinigten Staaten eine Panik eine Panik und nicht mehr; nun ermöglichen Gründe für und Details von Krisen aufmerksamen Leuten, zwischen Stürmen auf Banken durch ignorante Fremde und Entnahmen durch besonnene Anleger zu unterscheiden.“

Interessant bei der Panik von 1907 ist gerade auch die zeitgenössische Wahrnehmung von Krise und Kritik in den Zeitungen Europas und der USA. Im Vergleich mit der Finanzkrise 2007 lassen sich so bereits Konfliktlinien zwischen „Alter“ und „Neuer“ Welt erkennen, die bis heute relevant sind. So schreibt die New York Times nicht ohne Selbstkritik:

“These, jointly, create a disposition to run risks in the ordinary course of business which we in this ‘effete old country’ would not dare to take – partly for our own peace of mind, partly, it may be claimed, on account of genuine respect for the welfare of others, and partly because bankruptcy is a much more serious thing in Europe than in a new country.”

„Diese schaffen, gemeinsam, eine Haltung, Risiken als normalen Lauf der Dinge abzuhandeln, die wir in diesem ‚ausgelaugten alten Land‘ nicht anzunehmen wagten – teils um unseres Seelenfriedens Willen, teils, könnte man meinen, aus echtem Respekt vor dem Wohl anderer, teils weil ein Bankrott eine wesentlich ernstere Sache in Europa ist als in einem neuen Land.“

Die Times aus London schlägt in eine heute ebenfalls vertraute Bresche, wenn sie die Umgehung von Regulierung kritisiert, die bereits durch eine einfache Umbenennung der Akteure, in diesem Fall „Trusts“ an Stelle von „Bank“, möglich ist:

“It is a curious mystery that the United States, having laid down stringent rules for bankers and the amount of cash that they have to keep in proportion to deposits, should allow a large group of companies to conduct banking business and evade the law by calling themselves something else.”

„Es ist ein seltsames Mysterium, dass die Vereinigten Staaten, nachdem sie strikte Regeln für Banker und die im Verhältnis zu den Einlagen zur Verfügung zu haltenden Barreserven auferlegt haben, einer großen Gruppe von Firmen erlauben sollen, Bankgeschäfte zu tätigen und das Gesetz zu umgehen, indem sie sich anders nennen.“

Aus deutschen Pressestimmen lassen sich wiederum eher Ressentiments über die USA herauslesen, die nur wenige Jahre später im Ersten Weltkrieg zu ihrer vollen Entfaltung kommen sollten. Möglicherweise ist es auch die deutsche Herkunft der letztlich die Krise auslösenden Akteure, welche diese lieber als Opfer erscheinen lässt.

„Der Name von F. Augustus Heinze ist jetzt in Amerika in aller Leute Munde, denn durch ihn, wenn auch indirekt, ist die große Krise, die jetzt die Welt bewegt, verursacht worden. Heinze hatte große Summen von den New-Yorker Banken und Trustgesellschaften geborgt, aber durch den enormen Sturz der Kupferpreise ist es ihm unmöglich geworden, seinen Verpflichtungen nachzukommen. So kam die Lawine ins Rollen.“